# Lord wielki steward
Lord wielki steward (baron wielki steward) – pierwszy wśród wielkich urzędników państwowych (Great Officers of State). Pełnił urząd czysto reprezentacyjny, ale był zwykle jednym z najpotężniejszych ludzi w Anglii.
Po śmierci księcia Clarence w 1421 lord wielki steward był powoływany tylko z okazji koronacji oraz jako przewodniczący Sądu Parów. Tę ostatnią funkcję zniesiono w 1948.
Urząd istnieje również w królestwie Szkocji. Godność ta w XI–XIII wieku stała się dziedziczna w rodzie potomków normańskiego rycerza Allana, pierwszego wielkiego stewarda Szkocji. Stąd pochodzi nazwisko szkockiego rodu i klanu Stewart (Steward), którego gałąź dała początek szkockiej i brytyjskiej dynastii Stuartów.

## Lista lordów wielkich stewardów
- 1154–1168: Robert de Beaumont, 2. hrabia Leicester
- 1168–1190: Robert de Beaumont, 3. hrabia Leicester
- 1190–1204: Robert de Beaumont, 4. hrabia Leicester
- 1206–1218: Szymon de Montfort, 5. hrabia Leicester
- 1218–1265: Szymon de Montfort, 6. hrabia Leicester
- 1265–1296: Edmund Crouchback, 1. hrabia Lancaster
- 1296–1322: Tomasz Plantagenet, 2. hrabia Lancaster
- 1324–1345: Henryk Plantagenet, 3. hrabia Lancaster
- 1345–1361: Henryk Grosmont, 1. książę Lancaster
- 1362–1399: Jan z Gandawy, 1. książę Lancaster
- 1399–1399: Henryk Bolingbroke, 2. książę Lancaster
- 1399–1421: Tomasz Lancaster, 1. książę Clarence

Lordowie wielcy stewardowie podczas koronacji
- 1509: Edward Stafford, 3. książę Buckingham
- 1547: John Russel, baron Russel
- 1553: Edward Stanley, 3. hrabia Derby
- 1661: James Butler, 1. książę Ormonde
- 1685: James Butler, 1. książę Ormonde
- 1689: William Cavendish, 4. hrabia Devonshire
- 1702: William Cavendish, 1. książę Devonshire
- 1714: Charles FitzRoy, 2. książę Grafton
- 1727: Lionel Sackville, 1. książę Dorset
- 1761: William Talbot, 1. hrabia Talbot
- 1821: Henry Paget, 1. markiz Anglesey
- 1831: Alexander Douglas-Hamilton, 10. książę Hamilton
- 1838: Alexander Douglas-Hamilton, 10. książę Hamilton
- 1902: Charles Spencer-Churchill, 9. książę Marlborough
- 1911: Henry Percy, 7. książę Northumberland
- 1937: James Gascoyne-Cecil, 4. markiz Salisbury
- 1953: Andrew Cunningham, 1. wicehrabia Cunnigham
- 2023: sir Gordon Messenger

Lordowie wielcy stewardowie jako przewodniczący Sądu Parów
- 1478: Henry Stafford, 2. książę Buckingham – sąd nad księciem Clarence
- 1490: John de Vere, 13. hrabia Oxford – sąd nad hrabią Warwick
- 1521: Tomasz Howard, 2. książę Norfolk – sąd nad księciem Buckingham
- 1536: Tomasz Howard, 3. książę Norfolk – sąd nad Anną Boleyn
- 1538: Thomas Audley, 1. baron Audley of Walden – sąd nad baronem Montagu i markizem Exeter
- 1541: Thomas Audley, 1. baron Audley of Walden – sąd nad baronem Dacre
- 1559: William Parr, 1. markiz Northampton – sąd nad baronem Wentworthem
- 1571: George Talbot, 6. hrabia Shrewsbury – sąd nad księciem Norfolk
- 1589: Henry Stanley, 4. hrabia Derby – sąd nad hrabią Arundel i Surrey
- 1601: Thomas Sackville, baron Backhurst – sąd nad hrabią Essex
- 1641: Thomas Howard, hrabia Arundel i Surrey – sąd nad hrabią Strafford
- 1666: Edward Hyde, 1. hrabia Clarendon – sąd nad baronem Morley
- 1676: Heneage Finch, baron Finch – sąd nad baronem Cornwallisem
- 1676: Heneage Finch, baron Finch – sąd nad hrabią Pembroke
- 1679: Heneage Finch, baron Finch – sąd nad hrabią Danby
- 1679: Heneage Finch, baron Finch – sąd nad hrabią Powis, wicehrabią Stafford, baronem Arundell of Wardour, baronem Petre i baronem Belasyse
- 1680: Heneage Finch, lord Finch – sąd nad wicehrabią Stafford
- 1685: George Jeffreys, 1. baron Jeffreys – sąd nad baronem Delamere
- 1699: Thomas Osborne, 1. markiz Carmarthen – sąd nad baronem Mohun
- 1699: John Somers, 1. baron Somers – sąd nad hrabią Warwick i baronem Mohun
- 1716: William Cowper, baron Cowper – sąd nad hrabią Derwentwater, baronem Widdrington, hrabią Nithsdale, hrabią Carnwath, wicehrabią Kenmure i baronem Nairne
- 1716: William Cowper, baron Cowper – sąd nad hrabią Winton
- 1717: William Cowper, baron Cowper – sąd nad hrabią Oxford i Mortimer
- 1725: Peter King, 1. baron King – sąd nad hrabią Macclesfield
- 1746: Philip Yorke, 1. hrabia Hardwicke – sąd nad hrabią Kilmarnock, hrabią Cromartie i baronem Balmerinoch
- 1747: Philip Yorke, 1. hrabia Hardwicke – sąd nad baronem Lovat
- 1760: Robert Henley, baron Henley – sąd nad hrabią Ferrers
- 1765: Robert Henley, 1. hrabia Northington – sąd nad księżną Kingston
- 1788–1793: Edward Thurlow, 1. baron Thurlow – sąd nad Warrenem Hastingsem
- 1793–1795: Alexander Wederburn, baron Loughborough – sąd nad Warrenem Hastingsem
- 1806: Thomas Erskine, 1. baron Erskine – sąd nad wicehrabią Melville
- 1841: Thomas Denman, 1. baron Denman – sąd nad hrabią Cardigan
- 1901: Hardinge Giffard, 1. hrabia Halsbury – sąd nad hrabią Russell
- 1935: Douglas Hogg, 1. wicehrabia Hailsham – sąd nad baronem de Clifford